# Natalie Korneitsik
Natalie Korneitsik (Tallinn, 30 dicembre 1992) è una modella e personaggio televisivo estone.

## Biografia
Nata a Tallinn, ha firmato un contratto Elite Model Look in Estonia all'età di 16 anni. Natalie ha lavorato come modella in tutto il mondo. Dopo il liceo si è trasferita a Milano per proseguire gli studi all'Istituto Europeo di Design. Parla estone, inglese, russo, italiano e spagnolo. Suona il pianoforte ed è apparsa nel videoclip della nuova versione di Gangsta's Paradise, hit di Coolio.
Eletta Miss Estonia 2012, lo stesso anno ha rappresentato il suo paese a Miss Universo, evento tenutosi a Las Vegas il 19 dicembre. Natalie non è entrata nella top 15, sebbene sia stata considerata da giornalisti e blogger la migliore rappresentante del suo paese dopo molti anni.
Dopo essere apparsa in diversi programmi del canale indonesiano Acara TV, si è spostata a Città del Messico, dove vive tuttora. La modella è infatti diventata un volto televisivo molto popolare in Messico, prima estone in assoluto ad affermarsi in quel paese. Natalie Korneitsik è stata una delle ambasciatrici della Coppa del Mondo FIFA 2018 in Messico.